# Order Zasługi Wojskowej (Francja)
Order Zasługi Wojskowej (franc. Ordre du Mérite Militaire) – dwa różne francuskie ordery wojskowe, nadawane w latach 1759–1830 oraz w latach 1957–1963.

## Order Zasługi Wojskowej w XVIII i XIX wieku
Pierwszy z orderów został ustanowiony przez Ludwika XV 10 marca 1759, pierwotnie istniał pod nazwą Institution du Mérite Militaire, w 1791 połączono go z Orderem Świętego Ludwika tworząc odznaczenie Décoration Militaire. Odnowił je w 1814 i nadawał pod nową nazwą Ordre du Mérite Militaire król Ludwik XVIII. Wraz z obaleniem ostatniego króla Francji Karola X Burbona w 1830 order został zniesiony.
Przyznawany był początkowo głównie służącym we francuskiem wojsku protestanckim Szwajcarom, później również muzułmanom. Dzielił się trzy klasy, podobnie jak Order Świętego Ludwika:
- I klasa – Krzyż Wielki (Grand-Croix),
- II klasa – Komandor (Commandeur),
- III klasa – Kawaler (Chevalier)[6].

Noszony był na ciemnoniebieskiej wstędze orderowej. Dewizą orderową były słowa PRO VIRTUTE BELLICA (pol. ZA DZIELNOŚĆ WOJENNĄ).
| Sposoby noszenia poszczególnych klas Orderu Zasługi Wojskowej | Sposoby noszenia poszczególnych klas Orderu Zasługi Wojskowej | Sposoby noszenia poszczególnych klas Orderu Zasługi Wojskowej |
| ------------------------------------------------------------- | ------------------------------------------------------------- | ------------------------------------------------------------- |
| Kawaler                                                       | Komandor                                                      | Krzyż Wielki                                                  |

## Order Zasługi Wojskowej w XX wieku
Drugi order ustanowiono podczas prezydentury René Coty 22 marca 1957, jako odznaczenie resortowe Ministerstwa Francuskich Sił Zbrojnych mające zastąpić ustanowiony w 1934 Krzyż Ochotniczej Służby Wojskowej (Croix des Services Militaires Volontaires).
Dzielił się na trzy klasy:
- I klasa – Komandor (Commandeur),
- II klasa – Oficer (Officier),
- III klasa – Kawaler (Chevalier)[7].

Noszony był na wstążce ciemnoniebiesko-czerwono-ciemnoniebieskiej szerokości 37 mm, która miała dodatkowe białe paski wzdłuż obu krawędzi o szerokości 2 mm. Baretka miała wysokość 11 mm. Do oznaczania klasy oficerskiej służyła rozetka, a klasy komandorskiej – rozetka z galonikiem.
Dekretem prezydenckim Charles’a de Gaulle’a (6 grudnia 1963) order został wycofany wraz z 15 innymi francuskimi odznaczeniami resortowymi i kolonialnymi. Zostały one zastąpione nadawanym za wybitne zasługi Orderem Narodowym Zasługi. Odznaczeni utrzymali prawo do noszenia orderu.